# Uronarti
Koordinaten: 21° 31′ 33″ N, 30° 59′ 25″ O
Uronarti (altägyptisch: Chesef-Iuntiu) ist eine Befestigungsanlage des Alten Ägyptens in Nubien und liegt auf dem Gebiet des heutigen Sudan. Sie liegt etwa vier Kilometer nördlich von Semna.

## Lage und Aufbau
Die Ruinen der Anlage liegen auf einer Insel wenig oberhalb des 2. Nil-Katarakts südwestlich von Wadi Halfa. Sie blieben im angestauten Nubia-See erhalten. Die Festung bestand aus einem Hauptteil mit diversen Kasernen, Verwaltungsgebäuden, einem Tempel, Speicheranlagen und starken fast zehn Meter dicken Mauern. Im Osten gibt es einen Flügel, der fast 200 Meter lang und nur aus einer Mauer mit Bastionen besteht. Dieser Flügel verlief parallel zum Nil. Westlich, außerhalb der Anlage, befanden sich einige weitere Strukturen, die aber nicht gut erhalten sind. Innerhalb der Festung fanden sich viele Siegelabdrücke, die umfangreiche Verwaltungstätigkeiten belegen.
Etwa 600 Meter südwestlich der Festung konnte schließlich ein exakt nord-südlich ausgerichteter Gebäudekomplex ergraben werden, bei dem es sich eventuell um einen Palast handelte.
In Uronarti wurde ein Duplikat der Semna-Grenzstele von Sesostris III. ausgegraben. Die Stele befindet sich heute im Nationalmuseum Sudan.

## Geschichte
Uronarti wurde durch Pharao Sesostris III. (1878–1842/1840 v. Chr.) errichtet. Der Tempel wurde im Neuen Reich in Sandstein ausgebaut.